# Крайстчерч
Крайстчерч (англ. Christchurch, маорі: Ōtautahi) — найбільше місто Південного острова в Новій Зеландії, центр регіону Кентербері. Основними галузями економіки міста є сільське господарство, харчова промисловість і туризм.
Назва міста походить від англійської Христова церква (Christchurch). Маорською назва міста звучить як Те Фенуа О Те Потікі-Таутаі (Te Whenua o Te Potiki-Tautahi), що перекладається як Місце Таутаі. Проте більше розповсюджена скорочена назва Отаутаї (маорі Ōtautahi).

## Історія
На початку 1840-х років брати Веллери придбали землі Путарінгамоту (сучасний Ріккартон) у Херріотта та Макгілфрая та заснували європейське поселення на місці сучасного Крайстчерча. У 1843 році брати були захоплені в полон. Перші чотири кораблі Рендольф, Шарлотта Джейн, Сер Джордж Сеймур і Кресі прибула до берегів Південного острова 16 грудня 1850 року. Шарлотту Джейн було зафрахтовано Кентерберійською асоціацією, а в гавань Літтельтон прибули перші 792 паломники. Паломники Кентербері мали на меті звести місто навколо вже побудованих собору та коледжу, за зразком Церкви Христа в Оксфорді. Назва «Церква Христа» була прийнята до прибуття кораблів на першому засіданні Асоціації 27 березня 1848 року.
Капітан Джозеф Томас, головний дослідник асоціації Кентербері, оглянув околиці і у грудні 1849 року він доручив будівництво дороги з Порт-Купера, пізніше Літтелтону до Крайстчерч через Самнер. Проте це виявилося набагато складніше, ніж очікувалося, і будівництво доріг було припинено, а по горі між портом і долиною Хеткате було збудовано крутий пішохідний та кінний шлях, яким було можливо дістатися до місця поселення. У 1863 році було побудовано першу залізничну лінію, яка сполучала місто Феррімід із Крайстчерчем. У 1867 році побудовано було тунель через порт Хіллз, але невдовзі його затопило водами та було відновлено лише у 1964 році.  31 липня 1856 року Крайстчерч було затверджено як місто королівською хартією. До 1876 року місто було адміністративним центром провінції Кентербері
У 1947 році в Крайстчерчі в універмазі Баллантіне сталася найстрашніша пожежа за всю історію Нової Зеландії під час якої 41 людина загинула в полум'ї.
У 1974 році в Крайстчерчі відбулися ігри Співдружності. 
4 вересня 2010 року місто постраждало від руйнівного 7-бального землетрусу. 22 лютого 2011 року відбувся ще один землетрус магнітудою 6,3 балу. Землетрус супроводжувався великими руйнуваннями та великою кількістю жертв.
13 лютого 2017 р. На Порт-Хіллзі спалахнула пожежа, яка ледь не дісталася Губернаторської затоки. 11 будинків були знищені вогнем, більше тисячі жителів були евакуйовані з їхніх будинків. Пожежею було знищено більше 20 км² площі навколо порту.
15 березня 2019 року о 13:40 за місцевим часом (відразу після денної молитви) озброєні люди увійшли до мечеті Аль-Нур і ісламського центру Лінвуд, що розташовані неподалік одне від одного, і почали стрілянину. Загинуло 49 осіб, поранено близько 48 людей. Одним із стрільців був 28-річний австралієць Брентон Таррант. У маніфесті, опублікованому ним в мережі перед нападом, він пояснив свої мотиви расовими причинами і назвав стрілянину терористичною атакою (докладніше див. Масове вбивство у мечеті Крайстчерч (2019)).

## Географія

### Клімат
| Клімат                                     | Клімат | Клімат | Клімат | Клімат | Клімат | Клімат | Клімат | Клімат | Клімат | Клімат | Клімат | Клімат | Клімат |
| Показник                                   | Січ.   | Лют.   | Бер.   | Квіт.  | Трав.  | Черв.  | Лип.   | Серп.  | Вер.   | Жовт.  | Лист.  | Груд.  | Рік    |
| Абсолютний максимум, °C                    | 37,1   | 41,6   | 35,9   | 29,9   | 27,3   | 22,5   | 22,4   | 22,8   | 26,2   | 30,1   | 32,0   | 36,0   | 41,6   |
| Середній максимум, °C                      | 22,6   | 21,9   | 20,3   | 17,4   | 14,3   | 11,7   | 10,9   | 12,4   | 14,8   | 16,9   | 18,9   | 21,1   | 16,9   |
| Середня температура, °C                    | 17,3   | 16,8   | 15,0   | 11,9   | 9,0    | 6,4    | 5,7    | 7,2    | 9,3    | 11,4   | 13,5   | 15,8   | 11,6   |
| Середній мінімум, °C                       | 11,9   | 11,6   | 9,6    | 6,5    | 3,7    | 1,1    | 0,6    | 2,0    | 3,9    | 6,0    | 8,0    | 10,5   | 6,3    |
| Абсолютний мінімум, °C                     | 3,0    | 1,5    | −0,2   | −4     | −6,4   | −7,2   | −6,8   | −6,7   | −4,4   | −4,2   | −2,6   | 0,1    | −7,2   |
| Середня кількість сонячних годин на місяць | 237,9  | 195,0  | 191,2  | 162,6  | 139,7  | 117,1  | 127,1  | 153,9  | 169,5  | 203,8  | 223,7  | 219,9  | 2141,4 |
| Норма опадів, мм                           | 35.9   | 43.0   | 45.8   | 44.2   | 57.7   | 57.6   | 64.7   | 62.1   | 40.8   | 48.9   | 46.3   | 46.8   | 593.8  |
| Днів з дощем                               | 5,9    | 5,4    | 6,3    | 6,7    | 7,8    | 8,0    | 8,2    | 7,3    | 6,1    | 6,9    | 6,6    | 7,1    | 82,3   |
| Вологість повітря, %                       | 72.5   | 79.0   | 80.9   | 83.9   | 86.3   | 87.2   | 87.8   | 85.8   | 78.7   | 73.9   | 70.5   | 71.3   | 79.8   |
| ------------------------------------------ | ------ | ------ | ------ | ------ | ------ | ------ | ------ | ------ | ------ | ------ | ------ | ------ | ------ |
| Джерело: CliFlo                            |        |        |        |        |        |        |        |        |        |        |        |        |        |

## Відомі люди
- Гейлі Вестенра — співачка.
- Брук Вільямс — новозеландська акторка.
- Колін Фолкленд Грей — новозеландський пілот, ас Другої світової війни.
- Кері Г'юм — новозеландська письменниця, відома завдяки єдиному роману  — The Bone People.

## Галерея зображень

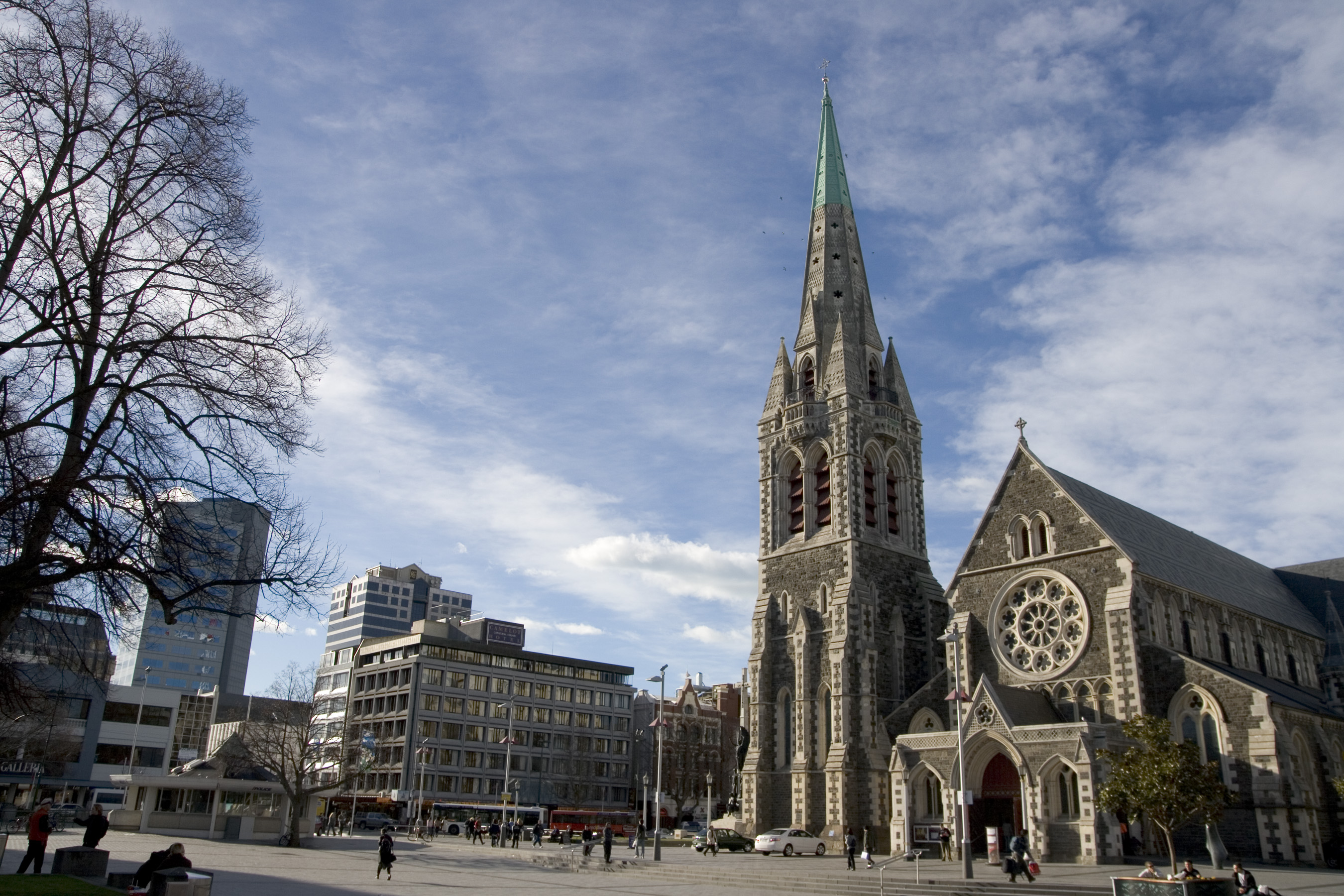
Центр міста
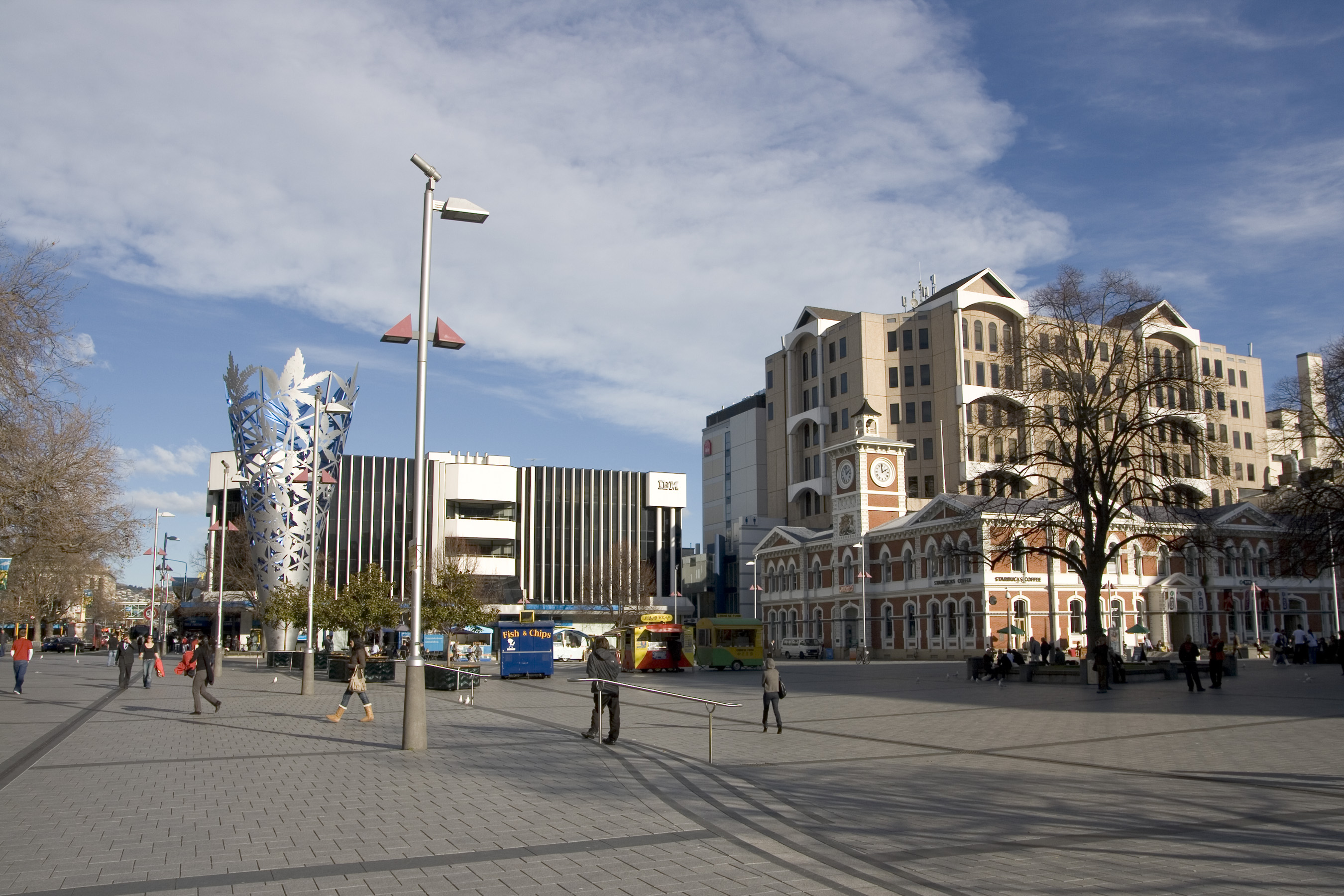
Центральна площа
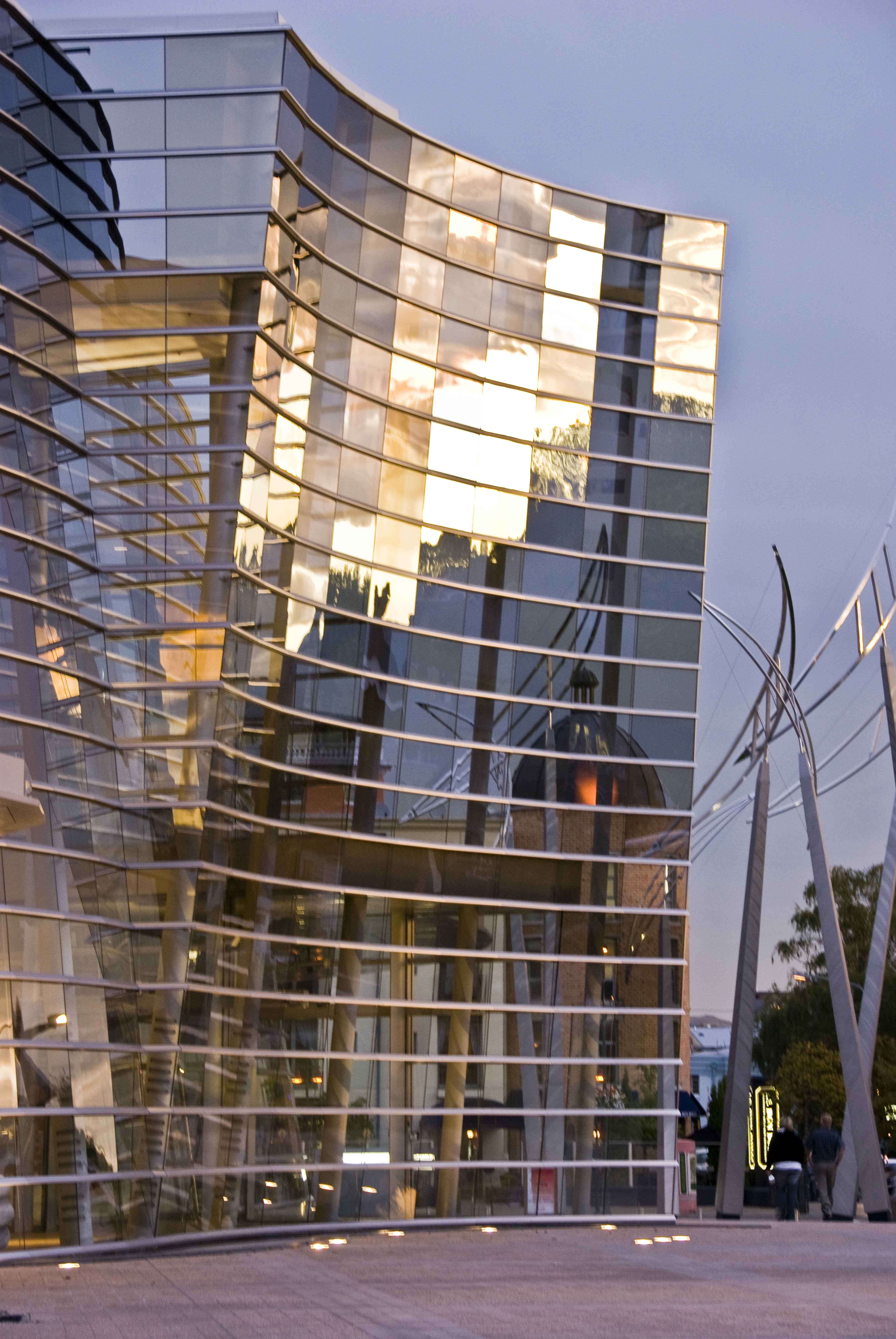
Галерея мистецтв Крайстчерча
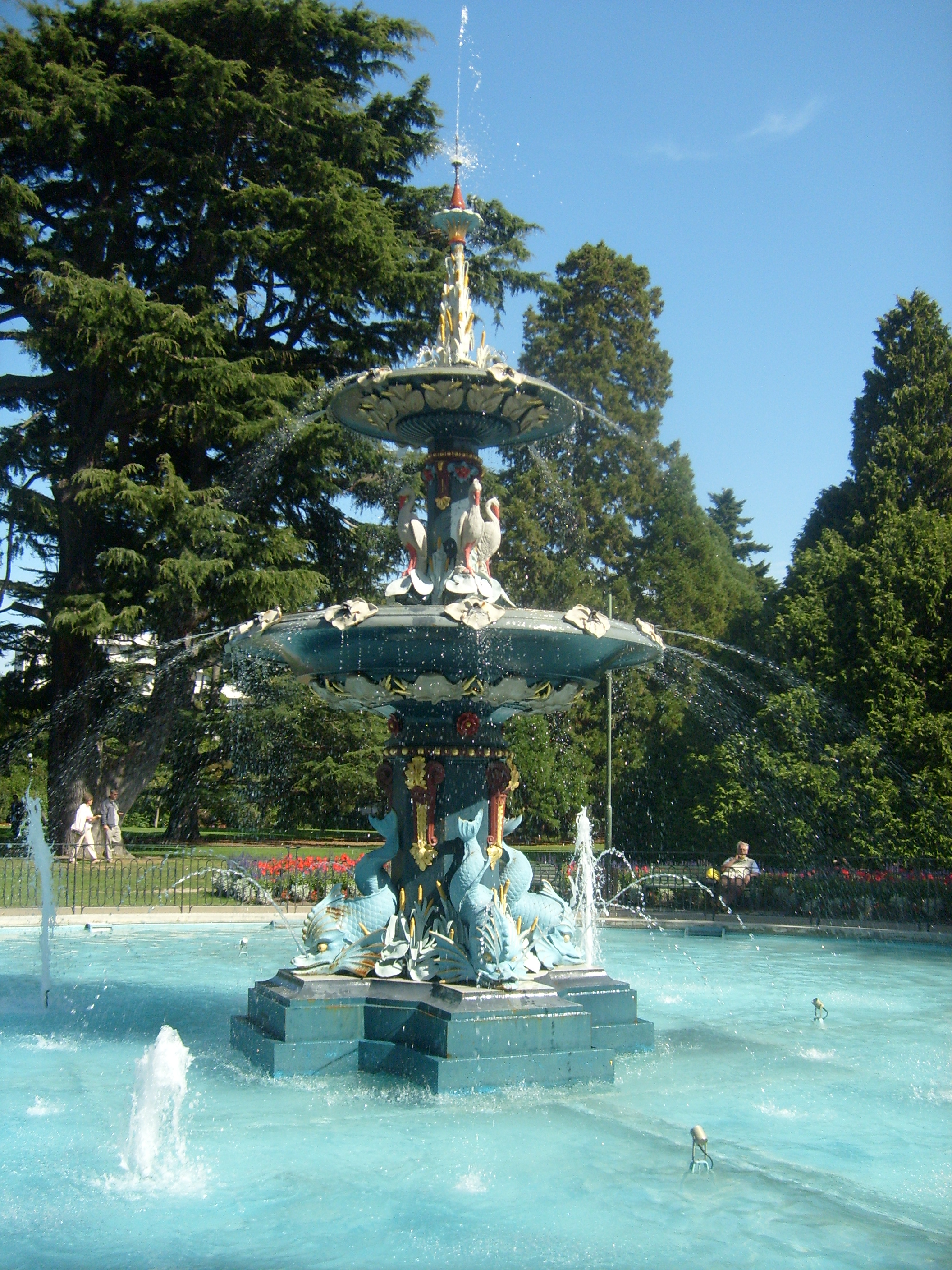
Фонтан у ботанічному саду Крайстчерча
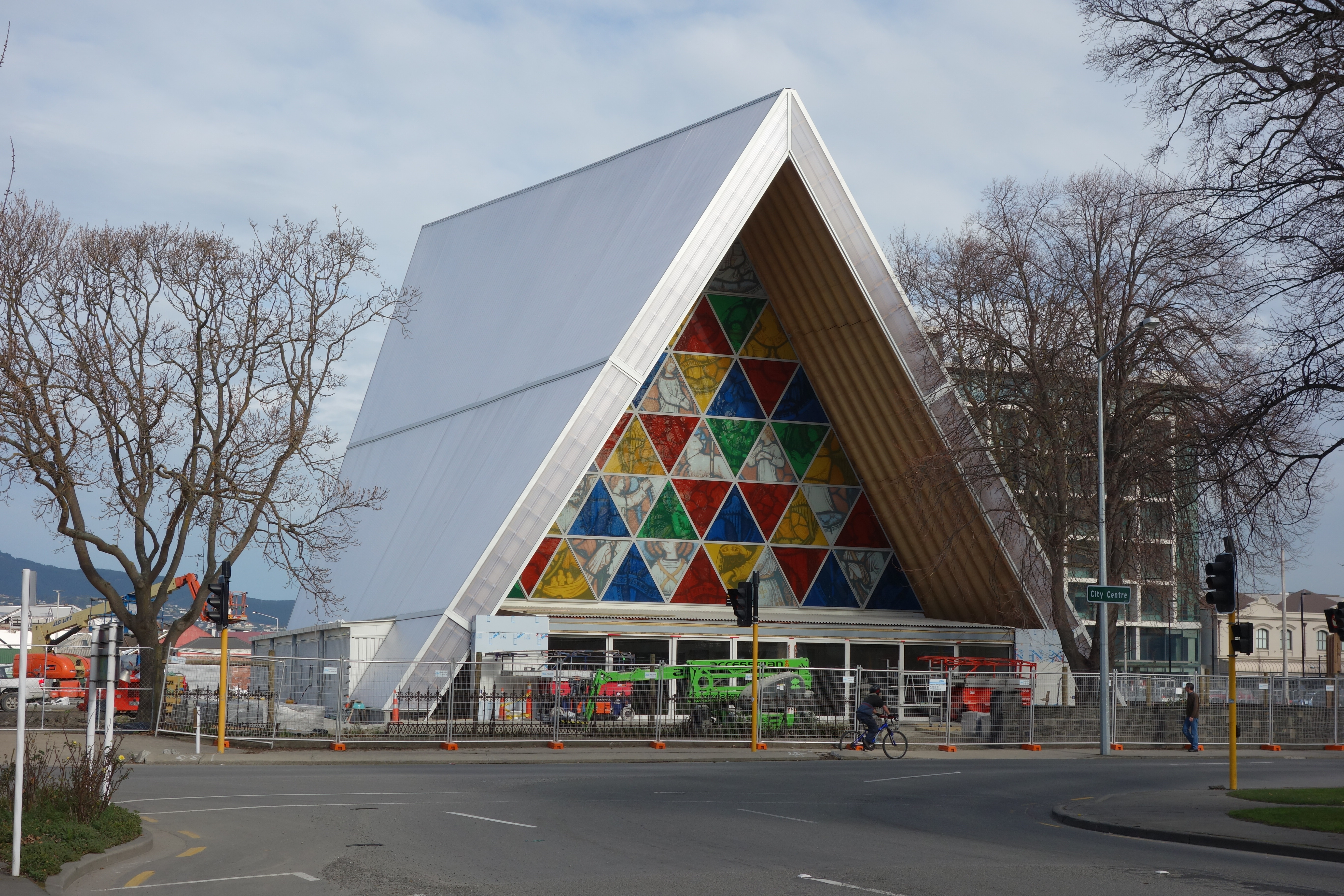
Картонний собор в Крайсчерчі, архітектор Сігеру Бан